# دای‌زنگی (هزاره)

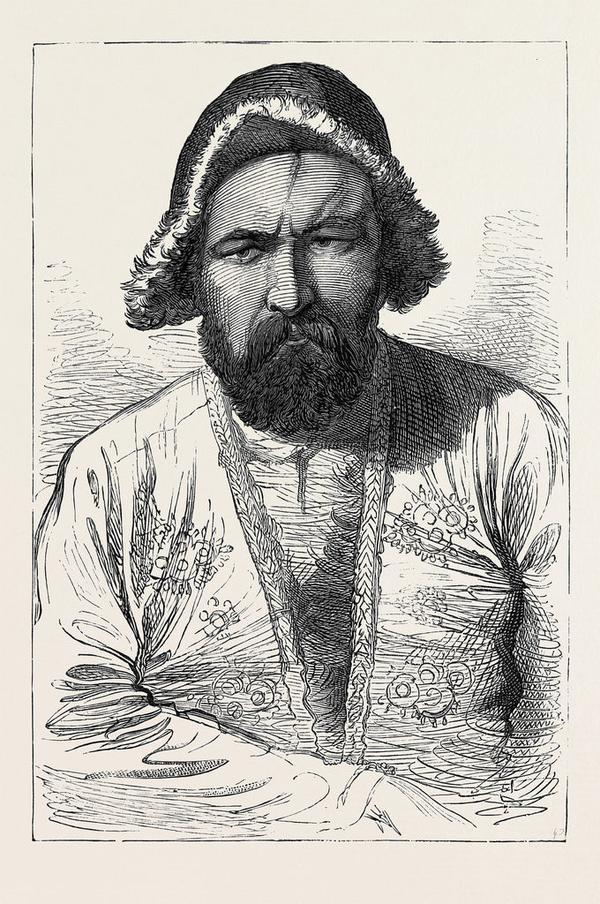
پرتره‌ای از یک هزاره دایزنگی، ۱۸۷۹ (میلادی)

دای‌زنگی یکی از قبایل بزرگ هزاره‌ها است که مردم آن در هزاره‌جات در ولسوالی‌های یکاولنگ، پنجاب و ورس ولایت بامیان، لعل و سرجنگل ولایت غور و آب‌کمری ولایت بادغیس و شهرستان(سه‌پای) ولایت دایکندی سکونت دارند.

## ولسوالی پنجاب
شاخه قومی لکه زائی، شاخه قومی دوله، شاخه قومی شاهی، شاخه قومی تانی، شاخه قومی زیور، شاخه قومی مرکه و بابه جی، شاخه قومی ترغی، شاخه قومی با تورک، شاخه قومی فردوس، شاخه قومی شه خالا، شاخه قومی ما مو تو، شاخه قومی دلته مور، شاخه قومی محمود، شاخه قومی سه پای هستند

## ولسوالی ورس
شاخه قومی شه خه، شاخه قومی میر بچه، شاخه قومی زایدم، شاخه قومی پیرمزید، شاخه قومی میر زا، شاخه قومی یاری، شاخه قومی برفی، شاخه قومی شاهی، شاخه قومی پتره، شاخه قومی مقدم، شاخه قومی باتورک، شاخه قومی لگزائی، شاخه قومی بابه جی، شاخه قومی غیبعلی، شاخه قومی خوردگزائی می‌باشند

## ولسوالی یکاولنگ
شاخه قومی قوم آبه، شاخه قومی میربچه، شاخه قومی خوردک زائی، شاخه قومی انده ورستم، شاخه قومی لا کو،شاخه قومی تکانه، شاخه قومی صالح هستند

## ولسوالی لعل و سرجنگل
شاخه قومی قره قول دغی-شاخه قومی نوروزبیگ، شاخه قومی حیدر بیگ، شاخه قومی اسدالله بیگ، شاخه قومی میررجب، شاخه قومی ایس میل، شاخه قومی بوبک، شاخه قومی شه دگ، شاخه قومی که ره، شاخه قومی بابه جی. می‌باشند

## شخصیت های تاریخی
- تاج الدین زنگی
- میر ناصر بیگ ورس
- سردار محمدعظیم بیگ
- عبدالعلی مزاری
- سید علی بهشتی
- ظاهر هویدا
- صفدر توکلی
- اکبر خان نرگس
- باتور علی محمد خان دوله
- قومندان محمد ناصر ناصح